# Sax (Fleur East)
"Sax" is de debuutsingle van de Britse zangeres Fleur East van haar debuutalbum Love, Sax and Flashbacks, dat in 2015 uitkwam. Het kwam uit als de leadsingle van het album op 6 november 2015.

## Tracklijst
| Nr. | Titel | Duur |
| --- | ----- | ---- |
| 1.  | Sax   | 3:56 |

| Nr. | Titel                         | Duur  |
| --- | ----------------------------- | ----- |
| 1.  | Sax (Dance Rehearsal [Video]) | 03:56 |
| 2.  | Sax (Wideboys remix)          | 4:02  |
| 3.  | Sax (LuvBug remix)            | 3:36  |
| 4.  | Sax (Steve Smart remix)       | 3:34  |
| 5.  | Sax (Interview)               | 3:57  |

## Hitnoteringen

### Nederlandse Top 40
| Hitnotering: 23-01-2016 t/m 19-03-2016 | Hitnotering: 23-01-2016 t/m 19-03-2016 | Hitnotering: 23-01-2016 t/m 19-03-2016 | Hitnotering: 23-01-2016 t/m 19-03-2016 | Hitnotering: 23-01-2016 t/m 19-03-2016 | Hitnotering: 23-01-2016 t/m 19-03-2016 | Hitnotering: 23-01-2016 t/m 19-03-2016 | Hitnotering: 23-01-2016 t/m 19-03-2016 | Hitnotering: 23-01-2016 t/m 19-03-2016 | Hitnotering: 23-01-2016 t/m 19-03-2016 | Hitnotering: 23-01-2016 t/m 19-03-2016 |
| Week:                                  | 1                                      | 2                                      | 3                                      | 4                                      | 5                                      | 6                                      | 7                                      | 8                                      | 9                                      |                                        |
| -------------------------------------- | -------------------------------------- | -------------------------------------- | -------------------------------------- | -------------------------------------- | -------------------------------------- | -------------------------------------- | -------------------------------------- | -------------------------------------- | -------------------------------------- | -------------------------------------- |
| Positie:                               | 31                                     | 30                                     | 22                                     | 19                                     | 27                                     | 28                                     | 25                                     | 28                                     | 39                                     | uit                                    |

### NederlandseSingle Top 100
| Hitnotering: 30-01-2016 t/m 16-04-2016 | Hitnotering: 30-01-2016 t/m 16-04-2016 | Hitnotering: 30-01-2016 t/m 16-04-2016 | Hitnotering: 30-01-2016 t/m 16-04-2016 | Hitnotering: 30-01-2016 t/m 16-04-2016 | Hitnotering: 30-01-2016 t/m 16-04-2016 | Hitnotering: 30-01-2016 t/m 16-04-2016 | Hitnotering: 30-01-2016 t/m 16-04-2016 | Hitnotering: 30-01-2016 t/m 16-04-2016 | Hitnotering: 30-01-2016 t/m 16-04-2016 | Hitnotering: 30-01-2016 t/m 16-04-2016 | Hitnotering: 30-01-2016 t/m 16-04-2016 | Hitnotering: 30-01-2016 t/m 16-04-2016 | Hitnotering: 30-01-2016 t/m 16-04-2016 |
| Week:                                  | 1                                      | 2                                      | 3                                      | 4                                      | 5                                      | 6                                      | 7                                      | 8                                      | 9                                      | 10                                     | 11                                     | 12                                     |                                        |
| -------------------------------------- | -------------------------------------- | -------------------------------------- | -------------------------------------- | -------------------------------------- | -------------------------------------- | -------------------------------------- | -------------------------------------- | -------------------------------------- | -------------------------------------- | -------------------------------------- | -------------------------------------- | -------------------------------------- | -------------------------------------- |
| Positie:                               | 75                                     | 54                                     | 35                                     | 43                                     | 42                                     | 41                                     | 39                                     | 42                                     | 50                                     | 74                                     | 93                                     | 96                                     | uit                                    |

### 3FM Mega Top 50
| Hitnotering: 23-01-2016 t/m 12-03-2016 | Hitnotering: 23-01-2016 t/m 12-03-2016 | Hitnotering: 23-01-2016 t/m 12-03-2016 | Hitnotering: 23-01-2016 t/m 12-03-2016 | Hitnotering: 23-01-2016 t/m 12-03-2016 | Hitnotering: 23-01-2016 t/m 12-03-2016 | Hitnotering: 23-01-2016 t/m 12-03-2016 | Hitnotering: 23-01-2016 t/m 12-03-2016 | Hitnotering: 23-01-2016 t/m 12-03-2016 | Hitnotering: 23-01-2016 t/m 12-03-2016 |
| Week:                                  | 1                                      | 2                                      | 3                                      | 4                                      | 5                                      | 6                                      | 7                                      | 8                                      |                                        |
| -------------------------------------- | -------------------------------------- | -------------------------------------- | -------------------------------------- | -------------------------------------- | -------------------------------------- | -------------------------------------- | -------------------------------------- | -------------------------------------- | -------------------------------------- |
| Positie:                               | 33                                     | 21                                     | 15                                     | 15                                     | 21                                     | 27                                     | 23                                     | 26                                     | uit                                    |

### Ultratop 50 Singles (Vlaanderen)
| Hitnotering: 13-02-2016 t/m 09-04-2016 | Hitnotering: 13-02-2016 t/m 09-04-2016 | Hitnotering: 13-02-2016 t/m 09-04-2016 | Hitnotering: 13-02-2016 t/m 09-04-2016 | Hitnotering: 13-02-2016 t/m 09-04-2016 | Hitnotering: 13-02-2016 t/m 09-04-2016 | Hitnotering: 13-02-2016 t/m 09-04-2016 | Hitnotering: 13-02-2016 t/m 09-04-2016 | Hitnotering: 13-02-2016 t/m 09-04-2016 | Hitnotering: 13-02-2016 t/m 09-04-2016 | Hitnotering: 13-02-2016 t/m 09-04-2016 |
| Week:                                  | 1                                      | 2                                      | 3                                      | 4                                      | 5                                      | 6                                      | 7                                      | 8                                      | 9                                      |                                        |
| -------------------------------------- | -------------------------------------- | -------------------------------------- | -------------------------------------- | -------------------------------------- | -------------------------------------- | -------------------------------------- | -------------------------------------- | -------------------------------------- | -------------------------------------- | -------------------------------------- |
| Positie:                               | 38                                     | 33                                     | 25                                     | 26                                     | 39                                     | 38                                     | 32                                     | 45                                     | 45                                     | uit                                    |